# Copa dos Presidentes da AFC de 2005
A Copa dos Presidentes da AFC de 2005 foi a primeira deste torneio, e uma competição para os clubes de futebol em países classificados como "países emergentes" pela Confederação Asiática de Futebol. As oito equipas que competem são divididas em dois grupos e jogam entre si no seu grupo uma vez. Os vencedores e segundos colocados de cada grupo fazem as semifinais e os vencedores jogam o último jogo para determinar o vencedor. Não há terceiro lugar na competição. Os jogos foram jogados em Maio de 2005 e foram realizadas em Katmandu, no Nepal.

## Group A
| Time             | Pts | Col | V | E | D | GF | GC | SG |
| ---------------- | --- | --- | - | - | - | -- | -- | -- |
| Regar-TadAZ      | 7   | 3   | 2 | 1 | 0 | 9  | 1  | 8  |
| Three Star Club  | 5   | 3   | 1 | 2 | 0 | 3  | 2  | 1  |
| Taipower         | 4   | 3   | 1 | 1 | 1 | 2  | 4  | -2 |
| Transport United | 0   | 3   | 0 | 0 | 3 | 2  | 9  | -7 |

| 4 de Maio de 2005 |       |                  |                             |       |
| Three Star Club   | 1 – 1 | Taipower         | Dashrath Stadium, Kathmandu | 16:00 |
| Regar-TadAZ       | 6 – 1 | Transport United | Halchowk Stadium, Kathmandu | 16:00 |
| 6 de Maio de 2005 |       |                  |                             |       |
| Taipower          | 0 – 3 | Regar-TadAZ      | Halchowk Stadium, Kathmandu | 16:00 |
| Transport United  | 1 – 2 | Three Star Club  | Dashrath Stadium, Kathmandu | 16:00 |
| 8 de Maio de 2005 |       |                  |                             |       |
| Taipower          | 1 – 0 | Transport United | Dashrath Stadium, Kathmandu | 16:00 |
| Three Star Club   | 0 – 0 | Regar-TadAZ      | Dashrath Stadium, Kathmandu | 16:00 |

### Grupo B
| Time          | Pts | Col | V | E | D | GF | GC | SG |
| ------------- | --- | --- | - | - | - | -- | -- | -- |
| Dordoi-Dynamo | 6   | 3   | 2 | 0 | 1 | 14 | 3  | 11 |
| Blue Star SC  | 6   | 3   | 2 | 0 | 1 | 5  | 10 | -5 |
| WAPDA         | 3   | 3   | 1 | 0 | 2 | 2  | 3  | -1 |
| Hello United  | 3   | 3   | 1 | 0 | 2 | 5  | 10 | -5 |

| 5 de Maio de 2005 |       |               |                             |       |
| Dordoi-Dynamo     | 6 – 1 | Hello United  | Halchowk Stadium, Kathmandu | 16:00 |
| WAPDA             | 0 – 1 | Blue Star SC  | Dashrath Stadium, Kathmandu | 16:00 |
| 7 de Maio de 2005 |       |               |                             |       |
| Hello United      | 2 – 1 | WAPDA         | Halchowk Stadium, Kathmandu | 16:00 |
| Blue Star SC      | 1 – 8 | Dordoi-Dynamo | Dashrath Stadium, Kathmandu | 16:00 |
| 9 de Maio de 2005 |       |               |                             |       |
| Hello United      | 2 – 3 | Blue Star SC  | Dashrath Stadium, Kathmandu | 16:00 |
| Dordoi-Dynamo     | 0 – 1 | WAPDA         | Halchowk Stadium, Kathmandu | 16:00 |

## Semi Final
| 12 de Maio de 2005 |                   |                 |                             |       |
| Regar-TadAZ        | 6 – 0             | Blue Star SC    | Dashrath Stadium, Kathmandu | 16:00 |
| Dordoi-Dynamo      | 0 – 0 (pen 4 – 3) | Three Star Club | Dashrath Stadium, Kathmandu | 19:00 |

## Final
| 14 de Maio de 2005 |       |               |                             |  |
| Regar-TadAZ        | 3 – 0 | Dordoi-Dynamo | Dashrath Stadium, Kathmandu |  |

### Campeões
| Copa dos Presidentes da AFC de 2005 Regar-TadAZ Primeiro Título |